# Dysstroma nigroalbata
Dysstroma nigroalbata är en fjärilsart som beskrevs av Culot 1917. Dysstroma nigroalbata ingår i släktet Dysstroma och familjen mätare. Inga underarter finns listade i Catalogue of Life.